# Dirk Müller (Rennfahrer)

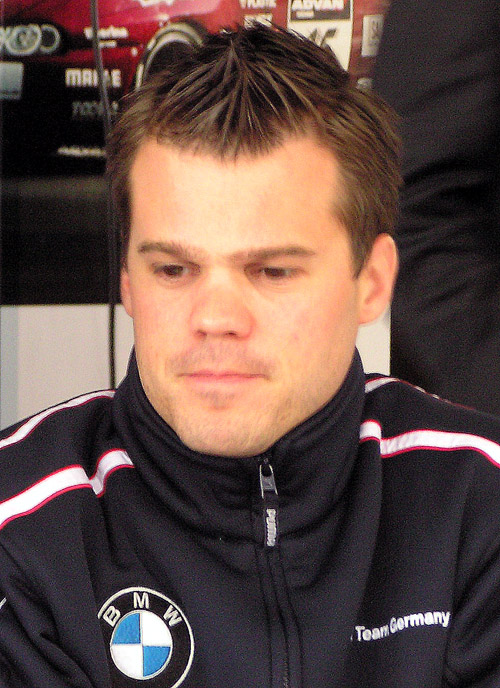
Dirk Müller 2006 in Curitiba

Dirk Müller (* 18. November 1975 in Burbach) ist ein deutscher Automobilrennfahrer.

## Karriere
Dirk Müllers erster Karriere-Höhepunkt war 1996 der Gewinn des Formel-3-Rennens auf dem Nürburgring. 1998 wurde er Sieger des 24-Stunden-Rennens von Daytona in den USA. 1998 gewann Müller den Porsche Carrera Cup, 2000 die Meisterschaft in der American Le Mans Series. In der Tourenwagen-Europameisterschaft wurde er 2004 Vizemeister. Gleiches erreichte Dirk Müller im Folgejahr bei der Tourenwagen-Weltmeisterschaft. 2006 kam er auf Platz sechs der Tourenwagen-WM. Im Jahre 2007 wurde Müller Meister der FIA-GT-Meisterschaft (GT2). In der American-Le-Mans-Series-Saison 2008 gewann er am 5. April den Lauf in St. Petersburg. Zwei Wochen darauf folgte der nächste Sieg in Long Beach.
Als Werksfahrer bei BMW fuhr er im BMW Rahal Letterman Racing Team in der American Le Mans Series einen BMW M3 GT2. Zudem nahm er für BMW Motorsport an diversen 24-Stunden-Rennen auf dem Nürburgring und am 24-Stunden-Rennen von Le Mans teil.
Ab 2016 fuhr er für Chip Ganassi Racing GT- und Sportwagenrennen in Nordamerika.

## Privates
Müller lebt seit 2009 in Tägerwilen am Bodensee. Mit seiner Frau Daniela hat er eine Tochter.

## Statistik

### Le-Mans-Ergebnisse
| Jahr | Team                         | Fahrzeug          | Teamkollege        | Teamkollege | Platzierung             | Ausfallgrund |
| ---- | ---------------------------- | ----------------- | ------------------ | ----------- | ----------------------- | ------------ |
| 1999 | Champion Racing              | Porsche 911 GT3-R | Bernd Mayländer    | Bob Wollek  | Rang 19                 |              |
| 2000 | Dick Barbour Racing          | Porsche 911 GT3-R | Lucas Luhr         | Bob Wollek  | Disqualifiziert         |              |
| 2010 | BMW Motorsport               | BMW M3 GT2        | Andy Priaulx       | Dirk Werner | Ausfall                 | Defekt       |
| 2011 | BMW Motorsport               | BMW M3 GT2        | Andy Priaulx       | Joey Hand   | Rang 15                 |              |
| 2016 | Ford Chip Ganassi Team USA   | Ford GT           | Sébastien Bourdais | Joey Hand   | Rang 18 und Klassensieg |              |
| 2017 | Ford Chip Ganassi Team USA   | Ford GT           | Tony Kanaan        | Joey Hand   | Rang 22                 |              |
| 2018 | Ford Chip Ganassi Racing     | Ford GT           | Sébastien Bourdais | Joey Hand   | Rang 17                 |              |
| 2019 | Ford Chip Ganassi Racing USA | Ford GT           | Sébastien Bourdais | Joey Hand   | disqualifiziert         |              |

### Sebring-Ergebnisse
| Jahr | Team                        | Fahrzeug            | Teamkollege     | Teamkollege        | Platzierung             | Ausfallgrund |
| ---- | --------------------------- | ------------------- | --------------- | ------------------ | ----------------------- | ------------ |
| 1999 | Champion Racing             | Porsche 911 GT1 Evo | Thierry Boutsen | Bob Wollek         | Rang 4                  |              |
| 2000 | Dick Barbour Racing         | Porsche 911 GT3-R   | Lucas Luhr      |                    | Rang 10 und Klassensieg |              |
| 2001 | BMW Motorsport              | BMW M3 E46          | Fredrik Ekblom  |                    | Ausfall                 | Motorschaden |
| 2008 | Tafel Racing                | Ferrari F430 GTC    | Rob Bell        | Dominik Farnbacher | Rang 19                 |              |
| 2009 | BMW Rahal Letterman Racing  | BMW M3 E92          | Tommy Milner    |                    | Ausfall                 | Mechanik     |
| 2010 | BMW Rahal Letterman Racing  | BMW M3 E92          | Joey Hand       | Andy Priaulx       | Rang 8                  |              |
| 2011 | BMW Motorsport              | BMW M3 E92 GT       | Joey Hand       | Andy Priaulx       | Rang 10                 |              |
| 2012 | BMW Team RLL                | BMW M3 E92          | Joey Hand       | Jonathan Summerton | Rang 17 und Klassensieg |              |
| 2013 | BMW Team RLL                | BMW Z4 GTE          | Joey Hand       | John Edwards       | Rang 22                 |              |
| 2014 | BMW Team RLL                | BMW Z4 GTLM         | Dirk Werner     | John Edwards       | Rang 31                 |              |
| 2016 | Ford Chip Ganassi Racing    | Ford GT             | Joey Hand       | Sébastien Bourdais | Rang 24                 |              |
| 2017 | Ford Chip Ganassi Racing    | Ford GT             | Joey Hand       | Sébastien Bourdais | Rang 8                  |              |
| 2018 | Ford Chip Ganassi Racing    | Ford GT             | Joey Hand       | Sébastien Bourdais | Ausfall                 | Unfall       |
| 2019 | Ford Chip Ganassi Racing    | Ford GT             | Joey Hand       | Sébastien Bourdais | Rang 11                 |              |
| 2024 | Ford Multimatic Motorsports | Ford Mustang GT3    | Joey Hand       | Frédéric Vervisch  | Rang 27                 |              |